# Coccothrinax moaensis
Coccothrinax moaensis là loài thực vật có hoa thuộc họ Arecaceae. Loài này được (Borhidi & O.Muñiz) O.Muñiz mô tả khoa học đầu tiên năm 1981.